# Keisuke Ushiro
Keisuke Ushiro (右代 啓祐, Ushiro Keisuke, né le 24 juillet 1986 à Ebetsu) est un athlète japonais, spécialiste du décathlon.

## Carrière
Champion national en 2011, il porte son record à 8 073 points à Kawasaki le 5 juin 2011, en devenant le premier Japonais à dépasser les 8 000 points. Après avoir porté le record national à 8 308 points lors des Championnats du Japon, il remporte son premier titre majeur lors des Jeux asiatiques de 2014. Pour les Jeux olympiques de 2016, il est choisi comme porte-drapeau du Japon.
Le 26 août 2018, à Jakarta, Keisuke Ushiro conserve son titre du décathlon des Jeux asiatiques, avec 7 878 pts.
Il se classe 16e des championnats du monde 2019 à Doha avec 7 545 pts.

## Progression
- 2019 : 7872		Doha (QAT)	23 APR 2019
- 2018 : 7948		Götzis (AUT)	27 MAY 2018
- 2017 : 7807		Nagano (JPN)	11 JUN 2017
- 2016 : 8160		Wakayama (JPN)	01 MAY 2016
- 2015 : 7927		Götzis (AUT)	31 MAY 2015

## Palmarès
| Date | Compétition           | Lieu           | Résultat | Épreuve   |
| ---- | --------------------- | -------------- | -------- | --------- |
| 2010 | Jeux asiatiques       | Canton         | 4e       | Décathlon |
| 2011 | Championnats du monde | Daegu          | 20e      | Décathlon |
| 2012 | Jeux olympiques       | Londres        | 20e      | Décathlon |
| 2014 | Jeux asiatiques       | Incheon        | 1er      | Décathlon |
| 2016 | Jeux olympiques       | Rio de Janeiro | 20e      | Décathlon |
| 2017 | Championnats du monde | Londres        | 20e      | Décathlon |
| 2018 | Jeux asiatiques       | Jakarta        | 1er      | Décathlon |
| 2019 | Championnats d'Asie   | Doha           | 1er      | Décathlon |
| 2019 | Championnats du monde | Doha           | 16e      | Décathlon |

## Records

### Records personnels
| Épreuve           | Performance   | Lieu     | Date            |
| ----------------- | ------------- | -------- | --------------- |
| 100 m             | 11 s 14       | Wakayama | 26 avril 2014   |
| Saut en longueur  | 7,45 m        | Nagano   | 2 juin 2012     |
| Lancer du poids   | 15,65 m       | Nagano   | 4 juillet 2015  |
| Saut en hauteur   | 2,06 m        | Kawasaki | 4 juin 2011     |
| 400 m             | 49 s 66       | Nagano   | 31 mai 2014     |
| 110 m haies       | 14 s 90       | Nagano   | 1er juin 2014   |
| Lancer du disque  | 50,17 m       | Nagano   | 1er juin 2014   |
| Saut à la perche  | 5,00 m        | Nagano   | 17 juin 2018    |
| Lancer du javelot | 73,82 m       | Maebashi | 11 octobre 2009 |
| 1 500 m           | 4 min 26 s 68 | Maebashi | 11 octobre 2009 |
| Décathlon         | 8 308 pts     | Nagano   | 1er juin 2014   |

| Épreuve    | Performance | Lieu     | Date            |
| ---------- | ----------- | -------- | --------------- |
| Heptathlon | 5 590 pts   | Hangzhou | 19 février 2012 |